# Peppininu
Peppininu è una maschera popolare catanese presente nel teatro dell'opera dei pupi. È lo scudiero di Orlando e Rinaldo. Di bassa statura, guercio e sciancato, veste una livrea settecentesca e porta la parrucca con un lungo codino.  
Oltre ad essere presente negli spettacoli classici (ad esempio Peppininu alla Corte di Carlo Magno), si è affermato come protagonista di un nuovo repertorio per l'opera dei pupi, incontrando le maschere della Commedia dell'arte, Don Chisciotte della Mancia, Sherlock Holmes, aiutando il principe Calaf a risolvere gli enigmi di Turandot e  recitando famose poesie italiane e straniere tradotte in dialetto siciliano.
Peppininu è inoltre apparso nella rielaborazione (testo e storia) delle Fiabe di Luigi Capuana.